# Walt Curtis
Walt Curtis (Olympia (Washington), 4 juli 1941 – Portland (Oregon), 25 augustus 2023) was een Amerikaanse dichter en romanschrijver uit Portland (Oregon). Hij is vooral bekend door zijn autobiografische roman, Mala Noche (1977), dat de basis was voor de eerste bioscoopfilm van Gus van Sant uit 1985.
Curtis was verbonden met schrijvers van de Beat Generation, zoals Allen Ginsberg, William Burroughs en Ken Kesey.
Curtis overleed thuis op 82-jarige leeftijd.

## Boeken
- The Roses of Portland (1974, poëzie)
- Mala Noche (1977)
- Peckerneck Country (1978)
- Rhymes for Alice Bluelight (1984)
- Salmon Song, And Other Wet Poems (1995)
- Male Noche: And Other "Illegal" Adventures (1997)

- Bibliothèque nationale de France: cb144858772 (data)
- Gemeinsame Normdatei: 141557761
- International Standard Name Identifier: 0000 0001 0946 8556
- Library of Congress Control Number: n83167063
- MusicBrainz: 356108b9-b5e9-4ab1-bbe2-d501fcf0f8d4
- Nederlandse Thesaurus van Auteursnamen: 314681663
- Réseau des bibliothèques de Suisse occidentale: 02-A009368979
- SNAC: w63c4pp9
- Système universitaire de documentation: 077348966
- Virtual International Authority File: 238382
- WorldCat: E39PBJmpdbTkQkrcqJ7D9BPxXd